# Schöne Madonna von Danzig

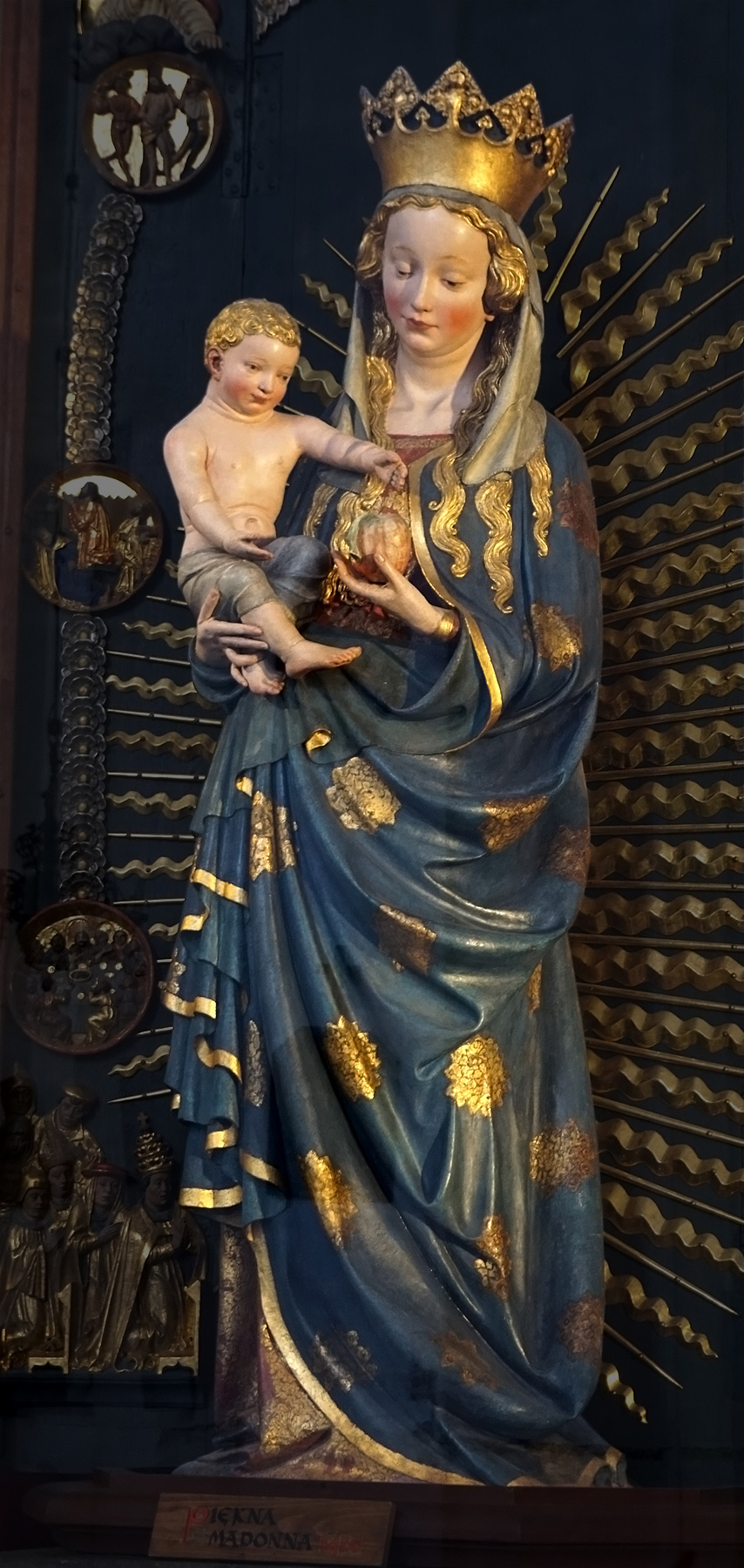
Danziger Madonna

Die Schöne Madonna von Danzig (polnisch Piękna Madonna Gdańska) ist eine gotische Marienstatue von Maria mit Jesuskind in der Danziger Marienbasilika.

## Beschreibung
Die Schöne Madonna von Danzig zählt zu den künstlerisch wertvollsten vollplastischen Darstellungen von Madonna und Jesuskind, die um die Wende vom 14. zum 15. Jahrhundert entstanden sind. Das Schnitzbild repräsentiert den weichen Stil, eine während der mitteleuropäischen Gotik entstandene Stilrichtung. Der Künstler ist namentlich nicht bekannt. Sie ist in der Annakapelle der Kirche aufgestellt. Während des Zweiten Weltkriegs wurde die Statue im Keller der Marienkirche eingemauert. Nach dem Krieg wurde sie längere Zeit im Nationalmuseum Warschau ausgestellt und kam später zurück nach Danzig.